# Phare de Sturgeon Point

Le phare de Sturgeon Point (en anglais : Sturgeon Point Light), est un phare de la rive ouest du lac Huron, situé  dans le canton de Haynes (en) du Comté d'Alcona, Michigan. Il marque un récif de 1.5 km de long devant Sturgeon Point.
Ce phare est inscrit au Registre national des lieux historiques depuis le 19 juillet 1984 sous le n° 84001370  et au Michigan State Historic Preservation Office depuis le 18 février 1982.

## Historique
Le phare a été construit en 1869 par l'United States Lighthouse Board. L'Office était au milieu d'un boom de la construction de phares sur les Grands Lacs en raison de l'augmentation du trafic maritime et en réponse à un grand nombre de navires et d'hommes perdus : le Congrès a approuvé 70 feux sur l'ouest des Grands Lacs en trente ans : 28 dans le 1850, et 21 dans chacune des décennies suivantes. Le site choisi est à peu près à mi-chemin entre Thunder Bay Island et l'entrée nord de la baie de Saginaw.
La tour est en maçonnerie de briques sur une fondation en pierre calcaire. Les quartiers attenants à deux étages du gardien ont été construits avec les mêmes matériaux. Elle a été équipée d'une lentille de Fresnel du sixième ordre qui a été ensuite mise à niveau avec une lentille de l'ordre de troisième ordre et demi. Celle-ci est toujours en place.
En 1876, le phare a été rejoint dans son service par une station adjacente de l'United States Life-Saving Service. En 1915, cette station est intégrée à  la Garde côtière américaine. En 1939, l'United States Lighthouse Service a également fusionné sous le contrôle de la Garde côtière américaine. La même année, la station est électrifiée et automatisée. En 1941 le personnel a été retiré et la station de sauvetage a été démantelée.
La cloche de sauvetage a été volée en 1951 et a été rendue de façon anonyme en 2002 à la garde de la Société historique du comté d'Alcona. Le bâtiment de la corne de brume a été démoli. La dépendance en briques, construite en 1869, demeure cependant.

### Statut actuel
En 1982, l'Alcona Historical Society  a loué le phare et a commencé un projet de restauration.
La maison du gardien est aussi tombée en ruine jusqu'à ce qu'elle soit reprise par la Société historique d'Alcona en 1982.
La propriété a été transférée de la Garde côtière au Département des ressources naturelles du Michigan en vertu de la National Historic Lighthouse Preservation Act (en), et les opérations sont maintenues par l'Alcona Historical Society. Le site fait maintenant partie du Sturgeon Point State Park (en).
Pendant les étapes de planification du Thunder Bay National Marine Sanctuary (en), le feu de Sturgeon Point a été proposé pour marquer l'étendue la plus au sud du sanctuaire.
Bien que la Garde côtière des États-Unis continue d'exploiter la lumière, la propriété a été transférée au Michigan Department of Natural Resources (en) en vertu de la National Historic Lighthouse Preservation Act en mai 2005. La Société historique d'Alcona exploite un musée dans les bâtiments historiques restaurés. Il est un site pittoresque du Michigan supervisé par le Michigan Department of Natural Resources (en). Il est répertorié dans le cadre du programme national du patrimoine maritime avec le National Park Service.
En 2006, la Garde côtière américaine a cherché à désactiver. Un arrangement a été pris en vertu duquel la lumière est restée allumée à la charge de la Société historique du comté d'Alcona et elle a été désignée comme une aide privée saisonnière à la navigation officielle du 1er avril au 1Modèle:Er novembre.
Un transfert de propriété du feu lui-même, de la Garde côtière au Michigan Department of Natural Resources, est toujours en suspens depuis 2012 en vertu de la National Historic Lighthouse Preservation Act. La société historique du comté d'Alcona est actuellement locataire.

### Actualité du phare et du musée
Le phare est situé dans le parc d'État de Sturgeon Point, un parc d'État du Michigan.
Le phare est entretenu et exploité par la Société historique d'Alcona, une organisation privée qui finance l'entretien et l'exploitation avec peu de fonds publics.
La tour est régulièrement ouverte pendant l'été au public (pour une somme modique pour couvrir les frais d'assurance). Le musée est ouvert au public et est soutenu par des dons.
La course annuelle de bateaux à voile du Sturgeon Point Light Station Sanctuary Bay, qui a également un pique-nique local, est également une collecte de fonds pour la Société historique du comté d'Alcona. Il se tient régulièrement le premier samedi d'août.
Le Michigan est le seul État qui soutient la préservation des phares avec un programme qui comprend des subventions annuelles de l'État aux groupes locaux de préservation. Par conséquent, de nombreuses organisations et leurs bénévoles travaillent dur pour sauver et restaurer les phares. La Michigan Lighthouse Conservancy est une société de préservation de l'État et la Great Lakes Lighthouse Keepers Association est basée dans l'État.

## Description
Le phare  est une tour conique en brique, avec galerie et lanterne octogonale, de 22 m de haut, attachée à une maison de gardien de deux étages. La tour est peinte en blanc et le toit de la lanterne est rouge. Il émet, à une hauteur focale de 21 m, un flash blanc de 0.6 seconde par période de 6 secondes. Sa portée est de 9 milles nautiques (environ 17 km) pour le feu blanc et 14 milles nautiques (environ 26 km).

## Caractéristiques dufeu maritime
Fréquence : 6 secondes (W)
- Lumière : 0.6 seconde
- Obscurité : 5.4 secondes

Identifiant : ARLHS : USA-823 ; USCG :  7-11345 .

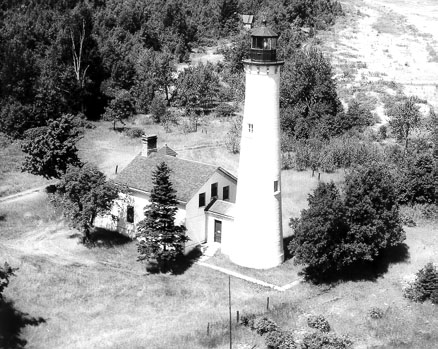
Le phare (photo USCG)
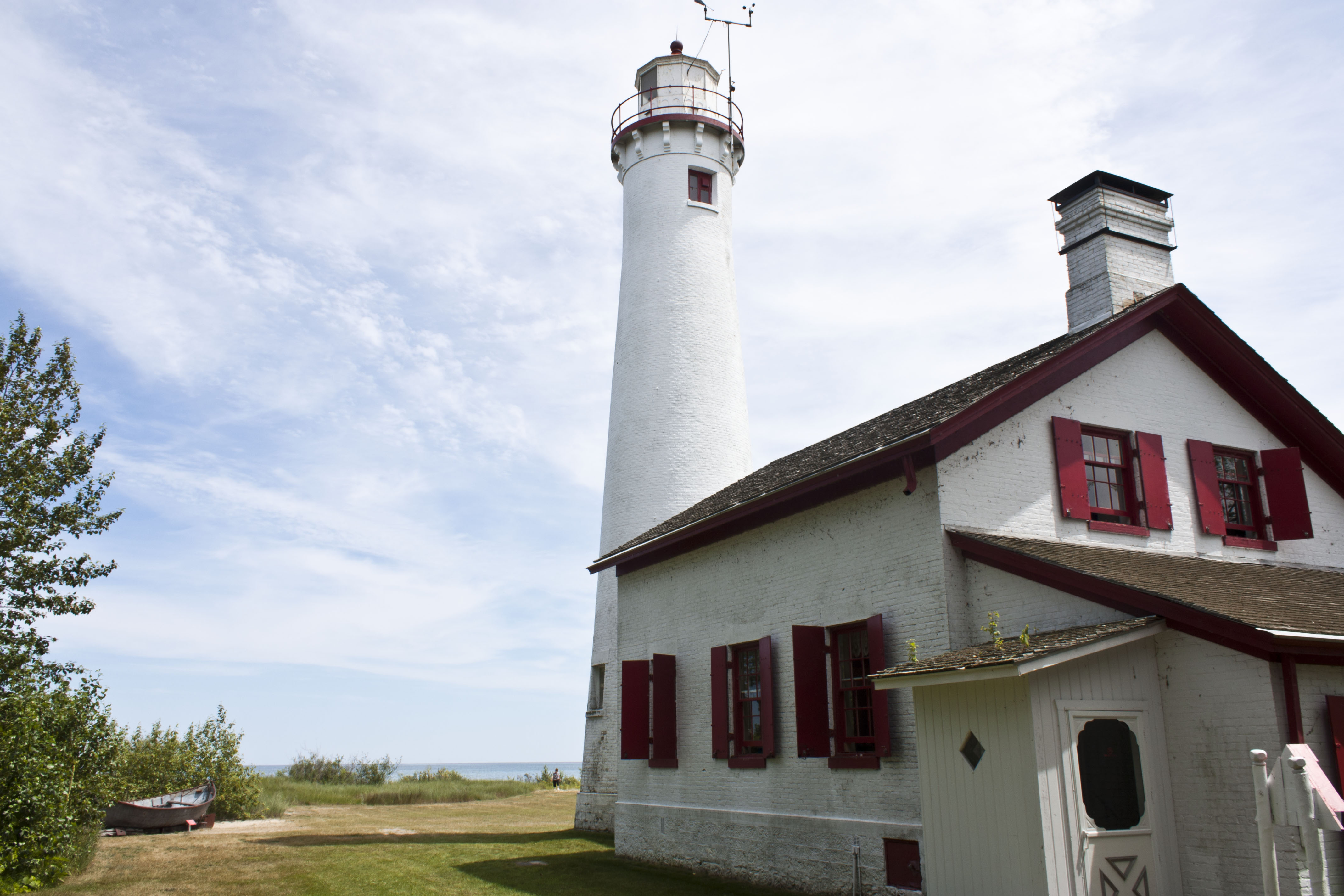
Le phare
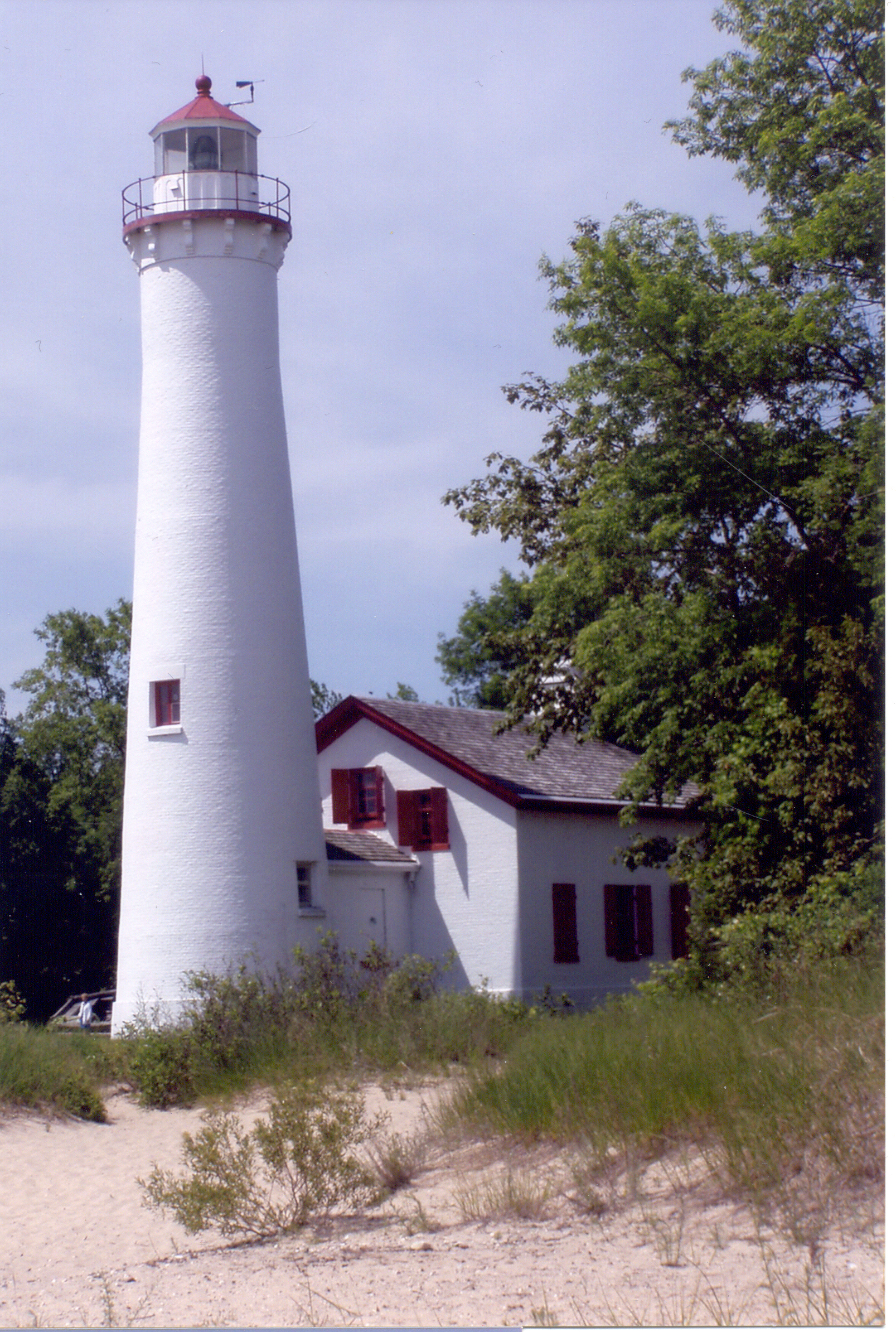
La tour

### Lien connexe
- Liste des phares au Michigan